# 第二次中东战争
第二次中东战争，也称苏伊士运河危机、苏伊士运河战争、西奈战役或卡代什行動，也稱為第二次以阿戰爭，是一次于1956年发生在埃及的国际武装冲突，当时埃及与英国、法国和以色列的军队爆发战争。英、法、以三国的结盟是一种利益的結合：英法两国对苏伊士运河有着贸易利益，而以色列则需要打开运河，以让以色列船隻得以通航。
苏伊士运河危機讓英國的帝國殖民體系也遭到毀滅性打擊，經濟也步入近乎毀滅狀態。美國完全從英國手上取得霸主的地位。而英國則從全球性超級大國衰落為地區性中等大國，同時終結了西方的殖民體系。世界正式從三強鼎立變美蘇兩強對抗。

## 起源
埃及曾经是英国的殖民地，它的苏伊士运河曾由英国和法国共同管理。在第二次世界大战中该运河的战略意义重大，一旦控制苏伊士运河就可以控制整个东地中海和中东地区，战争中英军控制了该运河。1947年英国军队从运河撤兵，次年以色列国宣告成立，旋即爆发第一次中东战争，以色列获得胜利。
1952年，埃及军队的军官们发动政变，推翻了法魯克國王的君主政权。新政府抛弃了旧政府亲西方的政策，实行阿拉伯民族主义政策，这导致了西方国家和以色列开始因苏伊士运河而与埃及发生争端。
1956年，以色列和埃及的矛盾升级，由迦玛尔·阿卜杜尔·纳赛尔总统领导的埃及政府于是关闭了亚喀巴湾的出口蒂朗海峽，阻止以色列船只使用苏伊士运河。
另一方面，实行阿拉伯民族主义的納赛尔政府与西方国家渐行渐远，公开反对英国在中东建立的军事组织巴格達公約，并与以苏联为首的共产主义阵营发展亲密关系。1956年，因为埃及政府和苏联的社会主义阵营开展贸易（埃及新的军事领导人决定进行军事现代化，西方国家拒绝出售，于是埃及决定通过捷克斯洛伐克间接向苏联购买军火）这引起美国方面的不满，遂于1956年7月19日宣布停止向埃及提供援助修建阿斯旺水坝。
1956年7月26日，纳塞尔宣布将苏伊士运河收归国有，通过运河的收入来独自修建阿斯旺水坝。由于苏伊士运河是欧洲国家到东方贸易的重要航道，而且英国企业和银行拥有苏伊士运河公司41%的股份，法国拥有52%的股份，但是此公司注册为埃及公司。此舉等同把英國在此運河所擁有將近一半的資產給剝奪，纳塞尔的决定引起英法两国的极度不满。
在埃及国有化苏伊士运河后，英法开始准备军事介入，并利用以色列为翘板。以色列后来提议加入英法的军事介入。其主要原因是纳赛尔的阿拉伯民族主义的一项主要宗旨就是消灭以色列。这使得以色列非常担忧。10月份，英国、法国和以色列在巴黎郊外的塞弗尔举行了秘密会议并在10月24日达成秘密的三方协定。这次会议的详情直到多年之后才被曝光，而且会议的详悉记录已经被销毁。会议的三方制订了周密的重夺苏伊士运河的计划：首先由以色列向西奈半岛发动袭击，然后英法两国介入，要求双方军队在苏伊士运河两岸停火，之后再由两国军队进驻苏伊士运河区，从而达到接管苏伊士运河的目的。

## 爆发

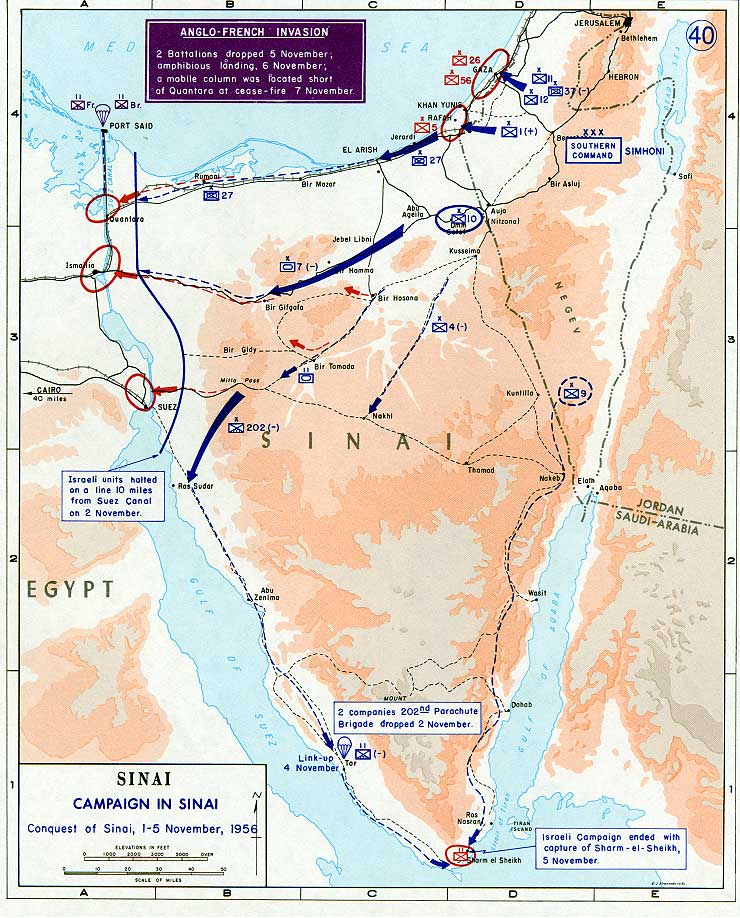
第二次中東戰爭示意圖

1956年10月29日，以色列不宣而战，几个小时后英法出于运河航运安全发表了最后通牒，（要求两国立即停火，并从运河两岸各向后撤退10公里），以色列表面接受停火却继续入侵，两天后占领了加沙地带和整个西奈半岛，并迅速向运河区挺进。但纳塞尔总统拒绝英法的停火提议，从而为英法两国入侵埃及，夺取苏伊士运河并推翻纳塞尔政权提供了藉口。10月31日，英法两国调动了100多艘舰艇，200余架飞机从塞浦路斯、马耳他起飞，对埃及进行轰炸并摧毁埃及的空军力量。两国调动的飞机数量多到要临时启用一个已经没有保养的机场。
11月5日，英军第三空降营的1,000多名伞兵在塞得港登陆，第42和第40皇家海军陆战队的2.2万名军队则占领了海滩，从而占领了运河部分地区，塞得港遭到巨大损害。在西奈的埃及主力军队不得不后撤保卫运河。
英法的主要目的是夺下运河，但是遭到了埃及军队和城市居民的强烈抵抗，并在街头进行了激烈的巷战。

### 米特拉山口战斗
1956年10月29日下午5时，由沙龙上校指挥的以色列第202伞兵旅，在西奈半島中部米特拉山口空降，同时，该旅主力3000人与米特拉山口的伞兵会合，进军运河。

### 阿布奥格拉战斗
以军为实现“中部突破”战术，以第38特遣队突袭阿布奥格拉。

## 外交反应
英法以三国的行动遭到国际社会的普遍指责。作为三国盟友的美国也不满这次秘密行动，他们将英法的侵略看作是殖民主义的再次体现。
美国总统艾森豪威尔直接致电英国首相艾登施压。经济上，美国政府故意抛售英镑，导致英镑汇率浮动並贬值15%，同時否决英国向国际货币基金组织的贷款申请，亦停止向英国的经济援助。
10月30日，苏伊士运河的问题被递交到安理会进行讨论，但是英法使用一票否决权，以防止美国和苏联通过安理会决议对其军事行动进行谴责。
美国在联合国安理会也提交议案要求英法立即撤军，遭到英法两国否决后又敦促联合国大会召开紧急会议，正式通过决议要求停止战争并从埃及撤除所有外国军队。并建议建立临时联合国军进入埃及。但是英法并没有立即停止。
另一方面，忙于匈牙利事件的苏联也插手苏伊士运河危机，甚至警告英法两国，必要时苏联将动用核武器（虽然北约的情报显示苏联当时根本没有能够直接从本土袭击巴黎或伦敦的导弹）。
中华人民共和国坚决支持埃及收回苏伊士运河。在危机爆发后，中華人民共和國政府以2000万瑞士法郎的现汇援助埃及政府，中国红十字会捐赠了10万元人民币的医药物资。

## 停火与撤兵
1956年11月5日，苏联向三国发送外交照会和最后通牒：如果不停止侵略行为，無法保證巴黎與倫敦的安全，可能使用「火箭武器」（暗示為核武）。 蘇聯并从以色列撤回了苏联大使，并向美国提议联合军事行动阻止其继续侵略。
美苏两国的介入动机各不相同：其一，美国希望能够拉拢一批刚刚从英法等老牌殖民国家统治底下独立出来的亚非拉第三世界国家，避免他们倒向苏联社会主义阵营，其二，英法的军事行动事先并没有通知美国和其他北约盟友，英法没有履行自己的责任，因此美国认为自己没有责任帮助英法，其三，英法的行为是旧时殖民主义野心的体现。其四，三国的侵略行为，给了苏联势力进入这一地区的借口，苏联之前的势力非常微弱；而苏联则能通过插手苏伊士运河危机淡化国际社会对其出兵匈牙利的关注。
美國後來通過外交途徑譴責英法的侵略行為，並威脅後者盡快解決衝突，否則停止向其供應原油。
11月6日，在强大的国际压力下英法两国被迫接受停火决议。11月7日，在埃及停火。以色列也在11月8日同意撤出西奈半岛。但是在1957年3月以色列才撤出西奈半岛和加沙。

## 影响
苏伊士运河危机直接导致时任英国首相安东尼·艾登名望受损并在1957年1月辞职下台，並促使之后的麦克米伦政府加快非殖民化进程，英国的帝国殖民体系也遭到毁灭性打击，此后英国政府也无力再阻止其他殖民地脱离英国统治，英法两国也彻底丧失对苏伊士运河的掌控。
苏伊士运河危机不但导致了一个政府的垮台，更象徵了美國完全從英國手上正式拿下了世界霸主的地位，而英国则从全球性大国衰落为地区性国家。美国和苏联两个超级大国成为真正主宰中东乃至全世界的力量。美国的立場由阻止以英法陣營逐漸改變為支持以色列，而苏联则支持阿拉伯世界。这种格局一直持续到1979年伊朗伊斯兰革命爆发。
对之后在1958年成为法国总統的戴高乐来说，美国并不是一个可靠的盟友，只有拉拢欧洲其他国家才可能与美国和苏联抗衡，形成第三股平衡力量。此外苏联的核攻击威胁也让法国下定决心研发自己的核武器，而法國亦因此決定全面放棄殖民地，加快非殖民化進程。
对埃及总統纳塞尔来说，虽然埃及在军事战略上彻底失败了，但在政治上却获得胜利，埃及成为阿拉伯世界对抗以色列的主要力量，并是泛阿拉伯民族主义的根据地。
此次危机也间接加剧了巴拿马运河的主权争议。
此次危機導致1957年1月，美國提出艾森豪主義，即對有經濟困難的、有可能轉向社會主義陣營的阿拉伯國家進行援助。美國因此可以對這一地區提供經濟以及軍事援助。同年3月，美國國會撥款20億美元於這一項目，主要用於對抗社會主義在這一地區的擴張。大多數阿拉伯國家對其持反對態度（尤其是埃及和敘利亞）。

## 外部連結
- Israel's Second War of Independence, essay in Azure magazine.
- Sinai Campaign 1956
- July 2006, BBC, Suez 50 years on （页面存档备份，存于）
- July 2006, The Economist, An affair to remember （页面存档备份，存于）
- Suez and the high tide of Arab nationalism （页面存档备份，存于） International Socialism 112 (2006)
- Detailed report on the Suez campaign by Ground Forces Chief of Staff General Beaufre, French Defense Ministry archive (French)
- Bodleian Library Suez Crisis Fiftieth anniversary exhibiiton （页面存档备份，存于）
- Royal Engineers Museum - Royal Engineers and Suez 1956

### 媒體連結
- "The Suez canal and the nationalization by Colonel Nasser"[永久] French news from the National Audiovisual Institute, August 1st, 1956 Fr.
(views of Nasser EG, Pineau FR, Lloyd UK, Murphy US, Downing street, comment on international tension)
- "The new pilots engaged for the Suez canal" French news from the National Audiovisual Institute, October 3rd, 1956 French
(views of Port Said, the canal and Ferdinand de Lesseps' statue few weeks before the Suez Crisis, incl. a significant comment on Nasser)
- "French paratroopers in Cyprus" French news from the National Audiovisual Institute, November 6th, 1956 French
(details on the French-British settings and material, views of Amiral Barjot, General Keightley, camp and scenes in Cyprus)
- "Dropping over Port Said" French news from the National Audiovisual Institute, November 6th, 1956 French
(views of British paratroopers dropping over Port Said, comment on respective mission for the French and British during Operation Amilcar)
- "Suez: French-British landing in Port Fouad & Port Said" French news from the National Audiovisual Institute, November 9th, 1956 mute
(views of French-British in Cyprus, landing in Port Fouad, landing Port Said, Gal Massu, Gal Bauffre, convoy)
- "The French in Port Said" French news from the National Audiovisual Institute, November 9th, 1956 mute
(views of prisonners and captured material, Gal Massu, para commandos, Egyptian cops surrender, Gal Beauffre, landing craft on the canal)
- "Dropping of Anglo-French over the canal zone" French news from the National Audiovisual Institute, November 14th, 1956 French
(views of 2 Nordatlas, paratroopers, dropping of para and material circa Port Said, comment on no bombing to secure the population)
- "Canal obstructed by sunken ships" French news from the National Audiovisual Institute, November 14th, 1956 French
(views of troops in Port Said, Ferdinand de Lesseps' statue, comment on the 21 ships sunken by the "dictator")